# Eugaster mimeuri
Eugaster mimeuri är en insektsart som beskrevs av Lucien Chopard 1940. Eugaster mimeuri ingår i släktet Eugaster och familjen vårtbitare. Inga underarter finns listade i Catalogue of Life.